# Callistus lunatus
Callistus lunatus là một loài bọ cánh cứng, là loài duy nhất trong chi đơn loài Callistus.
Nó là loài bản địa của Bắc Cổ giới (bao gồm châu Âu) và Cận Đông. Ở châu Âu, nó được tìm thấy ở Albania, Áo, Belarus, Bỉ, Bosna và Hercegovina, Quần đảo Anh, Bulgaria, Croatia, Cộng hòa Séc, Đông Thrace, lục địa Pháp, Đức, lục địa Hy Lạp, Hungary, lục địa Ý, Kaliningrad, Latvia (nghi ngờ), Liechtenstein, Luxembourg, Cộng hòa Macedonia, Moldova, Ba Lan, lục địa Bồ Đào Nha, România, Nga (trừ tây bắc), Slovenia, lục địa Tây Ban Nha, Thụy Sĩ, Hà Lan, Ukraina và Nam Tư.

## Hình ảnh

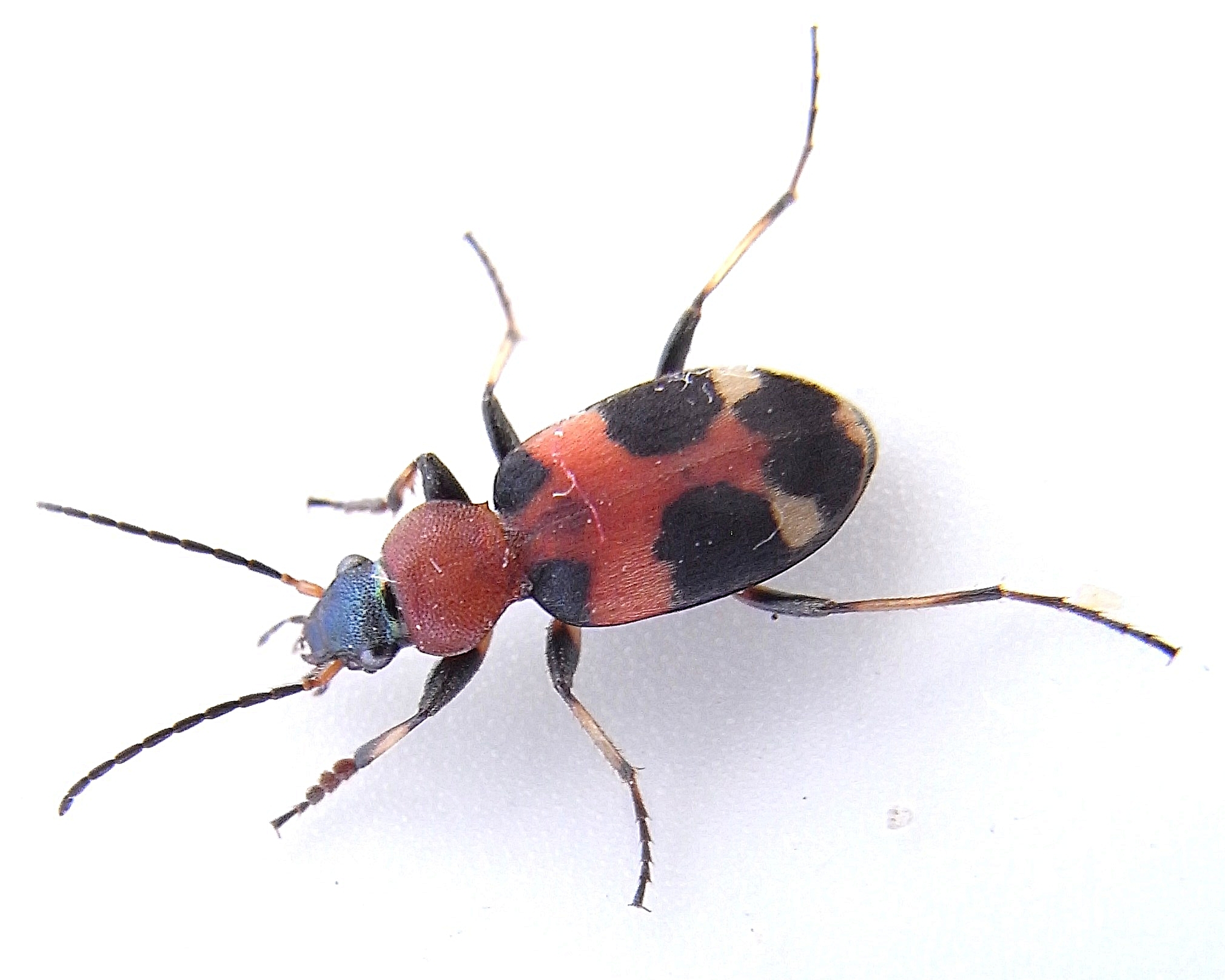
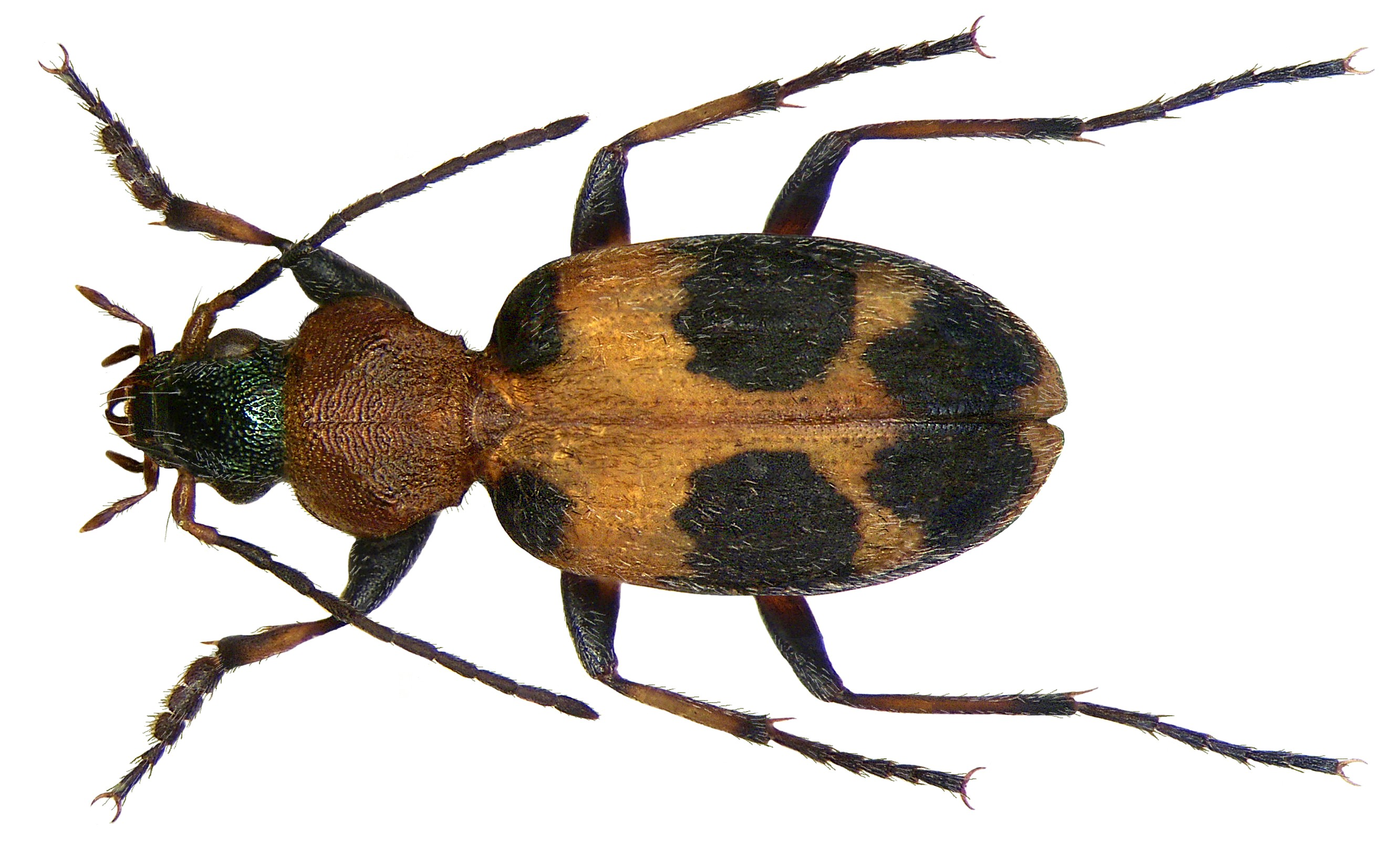
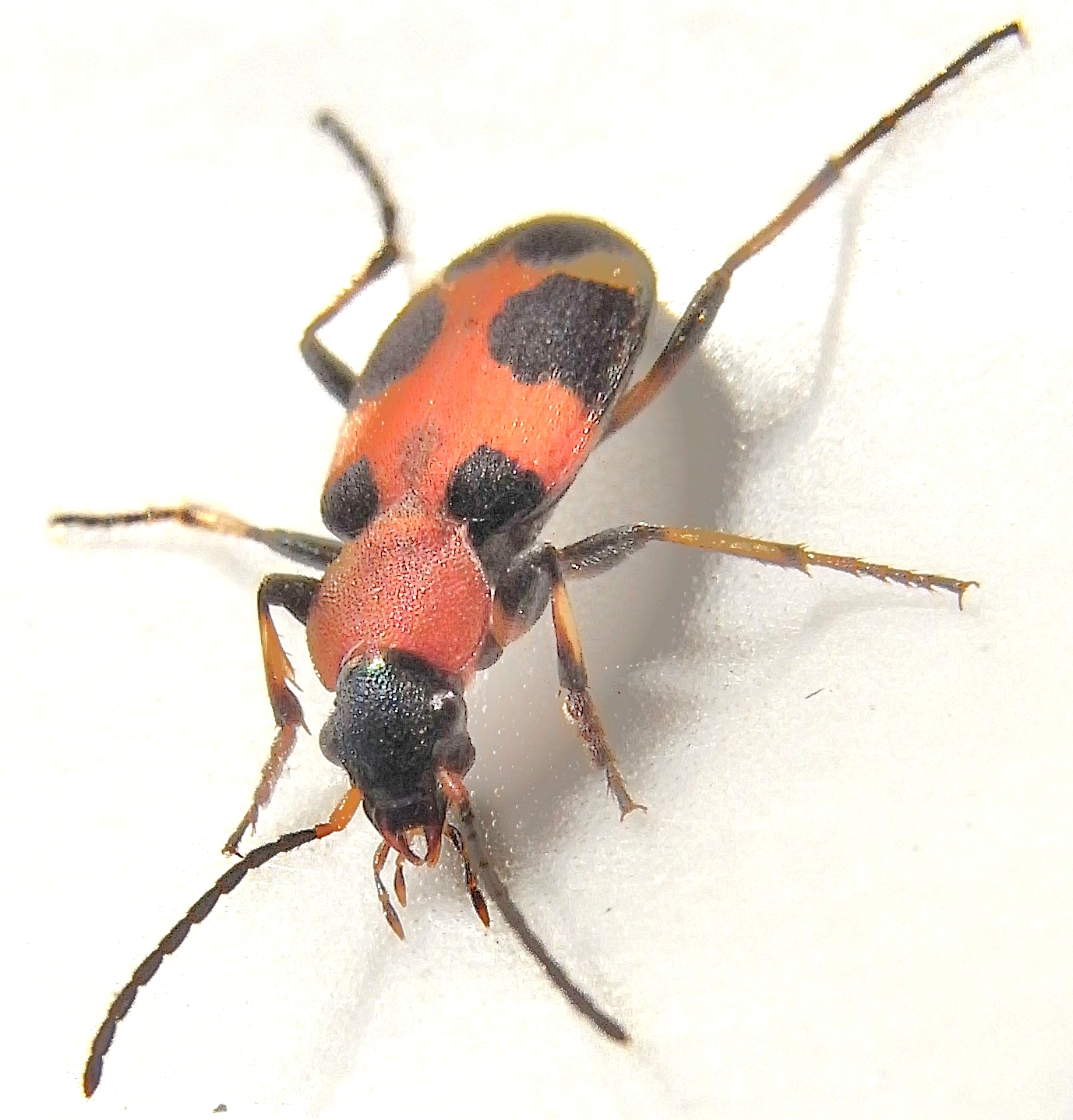